# 1920 Sarmiento
1920 Sarmiento (1971 VO) là một tiểu hành tinh vành đai chính bên trong được phát hiện ngày 11 tháng 11 năm 1971 bởi J. và Carlos Ulrrico Cesco ở El Leoncito.